# Levaré
Levaré település Franciaországban, Mayenne megyében. Lakosainak száma 274 fő (2022. január 1.). Levaré Désertines, Carelles, Colombiers-du-Plessis, La Dorée, Hercé, Saint-Berthevin-la-Tannière és Vieuvy községekkel határos.

## Népesség
A település népességének változása:
| Lakosok száma | 456  | 370  | 324  | 319  | 332  | 318  | 289  | 285  | 283  | 274  |
|               | 1968 | 1982 | 1990 | 2006 | 2013 | 2015 | 2017 | 2019 | 2020 | 2022 |